# Wolodymyr (Metropolit)

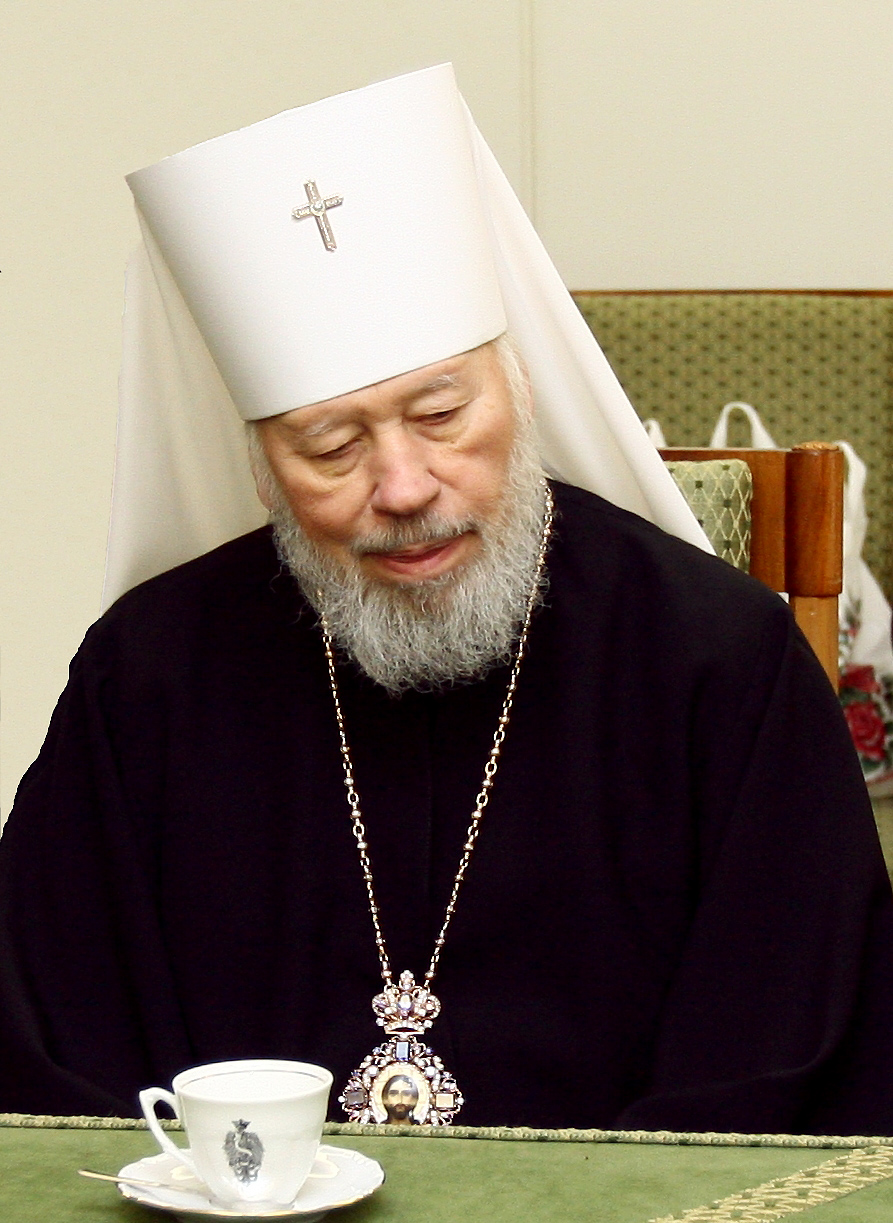
Wolodymyr

Wolodymyr (bürgerlich ukrainisch Віктор Маркіянович Сабодан/Wiktor Markijanowytsch Sabodan; * 23. November 1935 in Markiwzi, Oblast Chmelnyzkyj, Ukrainische SSR; † 5. Juli 2014 in Kiew, Ukraine) war als ukrainisch-orthodoxer Metropolit von Kiew und der ganzen Ukraine Oberhaupt der ukrainisch-orthodoxen Kirche.
Er leitete die ukrainisch-orthodoxe Kirche 22 Jahre lang. Bereits 2009 verzichtete er auf eine Wiederwahl und im Februar 2014 wurde er aus gesundheitlichen Gründen von dem Heiligen Synod vom Amt entbunden. 
1990 war er Gegenkandidat von Alexius II. bei der Wahl zum Patriarchen von Moskau und der ganzen Rus und damit zum Oberhaupt der Russisch-Orthodoxen Kirche.